# Kosteantînivka, Jovtnevîi
Kosteantînivka (în ucraineană Костянтинівка) este un sat în comuna Novomîkolaiivka din raionul Jovtnevîi, regiunea Mîkolaiiv, Ucraina.

## Demografie
Componența lingvistică a localității Kosteantînivka
     Ucraineană (82,89%)
     Rusă (10,36%)
     Română (4,1%)
     Romani (1,45%)
     Alte limbi (0,48%)
Conform recensământului din 2001, majoritatea populației localității Kosteantînivka era vorbitoare de ucraineană (82,89%), existând în minoritate și vorbitori de rusă (10,36%), română (4,1%) și romani (1,45%).